# Henri Louveau
Ernest Henri Louveau (* 25. Januar 1910 in Suresnes, Département Hauts-de-Seine; † 7. Januar 1991 in Orléans) war ein französischer Automobilrennfahrer.

## Karriere
1939 erschien der junge Franzose mit einem kleinen 1100-cm³-Simca an den Rennstrecken. Der Zweite Weltkrieg unterbrach seine Karriere, doch in den Jahren danach hatte er seine beste Phase: Er wurde in einem Maserati Zweiter beim Grand Prix d’Albi 1946, ebenfalls Zweiter beim Grand Prix von Frankreich 1947 und wiederum Zweiter beim 24-Stunden-Rennen von Le Mans 1949. Mit einem Talbot bestritt Louveau noch sporadisch Formel-1-Rennen bis 1951, bevor er sich vom Rennsport zurückzog.

## Statistik

### Statistik in der Automobil-Weltmeisterschaft

#### Gesamtübersicht
| Saison | Team          | Chassis             | Motor         | Rennen | Siege | Zweiter | Dritter | Poles | schn. Rennrunden | Punkte | WM-Pos. |
| ------ | ------------- | ------------------- | ------------- | ------ | ----- | ------- | ------- | ----- | ---------------- | ------ | ------- |
| 1950   | Ecurie Rosier | Talbot-Lago T26C-GS | Talbot 4.5 L6 | 1      | −     | −       | −       | −     | −                | −      | NC      |
| 1951   | Ecurie Rosier | Talbot-Lago T26C    | Talbot 4.5 L6 | 1      | −     | −       | −       | −     | −                | −      | NC      |
| Gesamt | Gesamt        | Gesamt              | Gesamt        | 2      | −     | −       | −       | −     | −                | −      |         |

#### Einzelergebnisse
| Saison | 1 | 2 | 3 | 4 | 5 | 6   | 7 | 8 |
| ------ | - | - | - | - | - | --- | - | - |
| 1950   |   |   |   |   |   |     |   |   |
|        |   |   |   |   |   | DNF |   |   |
| 1951   |   |   |   |   |   |     |   |   |
| DNF    |   |   |   |   |   |     |   |   |

| Legende  | Legende            | Legende                                                          |
| Farbe    | Abkürzung          | Bedeutung                                                        |
| -------- | ------------------ | ---------------------------------------------------------------- |
| Gold     | –                  | Sieg                                                             |
| Silber   | –                  | 2. Platz                                                         |
| Bronze   | –                  | 3. Platz                                                         |
| Grün     | –                  | Platzierung in den Punkten                                       |
| Blau     | –                  | Klassifiziert außerhalb der Punkteränge                          |
| Violett  | DNF                | Rennen nicht beendet (did not finish)                            |
| Violett  | NC                 | nicht klassifiziert (not classified)                             |
| Rot      | DNQ                | nicht qualifiziert (did not qualify)                             |
| Rot      | DNPQ               | in Vorqualifikation gescheitert (did not pre-qualify)            |
| Schwarz  | DSQ                | disqualifiziert (disqualified)                                   |
| Weiß     | DNS                | nicht am Start (did not start)                                   |
| Weiß     | WD                 | zurückgezogen (withdrawn)                                        |
| Hellblau | PO                 | nur am Training teilgenommen (practiced only)                    |
| Hellblau | TD                 | Freitags-Testfahrer (test driver)                                |
| ohne     | DNP                | nicht am Training teilgenommen (did not practice)                |
| ohne     | INJ                | verletzt oder krank (injured)                                    |
| ohne     | EX                 | ausgeschlossen (excluded)                                        |
| ohne     | DNA                | nicht erschienen (did not arrive)                                |
| ohne     | C                  | Rennen abgesagt (cancelled)                                      |
| ohne     | keine WM-Teilnahme |                                                                  |
| sonstige | P/fett             | Pole-Position                                                    |
| sonstige | 1/2/3/4/5/6/7/8    | Punktplatzierung im Sprint-/Qualifikationsrennen                 |
| sonstige | SR/kursiv          | Schnellste Rennrunde                                             |
| sonstige | *                  | nicht im Ziel, aufgrund der zurückgelegten Distanz aber gewertet |
| sonstige | ()                 | Streichresultate                                                 |
| sonstige | unterstrichen      | Führender in der Gesamtwertung                                   |

### Le-Mans-Ergebnisse
| Jahr | Team            | Fahrzeug                 | Teamkollege     | Platzierung            | Ausfallgrund |
| ---- | --------------- | ------------------------ | --------------- | ---------------------- | ------------ |
| 1939 | Victor Camerano | Simca Huit               | Victor Camerano | Rang 17                |              |
| 1949 | Henri Louveau   | Delage Type D 6-3 Litres | Juan Jover      | Rang 2 und Klassensieg |              |
| 1950 | Henri Louveau   | Delage Type D 6-3 Litres | Jean Estager    | Rang 7                 |              |